# NGC 5297
NGC 5297 est une vaste galaxie spirale barrée vue par la tranche et située dans la constellation des Chiens de chasse. Sa vitesse par rapport au fond diffus cosmologique est de 2 585 ± 13 km/s, ce qui correspond à une distance de Hubble de 38,1 ± 2,7 Mpc (∼124 millions d'al). NGC 5297 a été découverte par l'astronome germano-britannique William Herschel en 1787.
La classe de luminosité de NGC 5297 est III et elle présente une large raie HI.
Une quinzaine de mesures non basées sur le décalage vers le rouge (redshift) donnent une distance de 24,853 ± 6,950 Mpc (∼81,1 millions d'al), ce qui est à l'intérieur des valeurs de la distance de Hubble. Notons que c'est avec la valeur moyenne des mesures indépendantes, lorsqu'elles existent, que la base de données NASA/IPAC calcule le diamètre d'une galaxie et qu'en conséquence le diamètre de NGC 5297 pourrait être d'environ 64,3 kpc (∼210 000 al) si on utilisait la distance de Hubble pour le calculer.
Selon E.L. Turner, les galaxies NGC 5296 et NGC 5297 forment une paire de galaxies rapprochées. La distance de Hubble de NGC 5297 est égale à 35,75 ± 2,51 pc, ce qui est comparable à celle de NGC 5296. De plus, l'image de 5297 montre qu'elle présente au sud une queue de marée dirigée NGC 5296. Il est donc fort probable que ces deux soient en interaction gravitarionnelle. 

## Groupe de NGC 5297
Selon A.M. Garcia, la galaxie NGC 5297 fait partie d'un groupe de galaxies qui porte son nom. Le groupe de NGC 5297 compte au moins cinq galaxie. Les autres galaxies du groupe sont NGC 5296, NGC 5336, UGC 8733 et UGC 8798.
D'autre part, le relevé astronomique SAGA destiné à la recherche de galaxies satellites en orbite autour d'une autre galaxie a permis de confirmer la présence de sept galaxies satellites pour NGC 5297.